# Handianus procerus
Handianus procerus är en insektsart som beskrevs av Herrich-schaeffer 1835. Handianus procerus ingår i släktet Handianus och familjen dvärgstritar. Inga underarter finns listade i Catalogue of Life.